# Hidrolitzat proteic

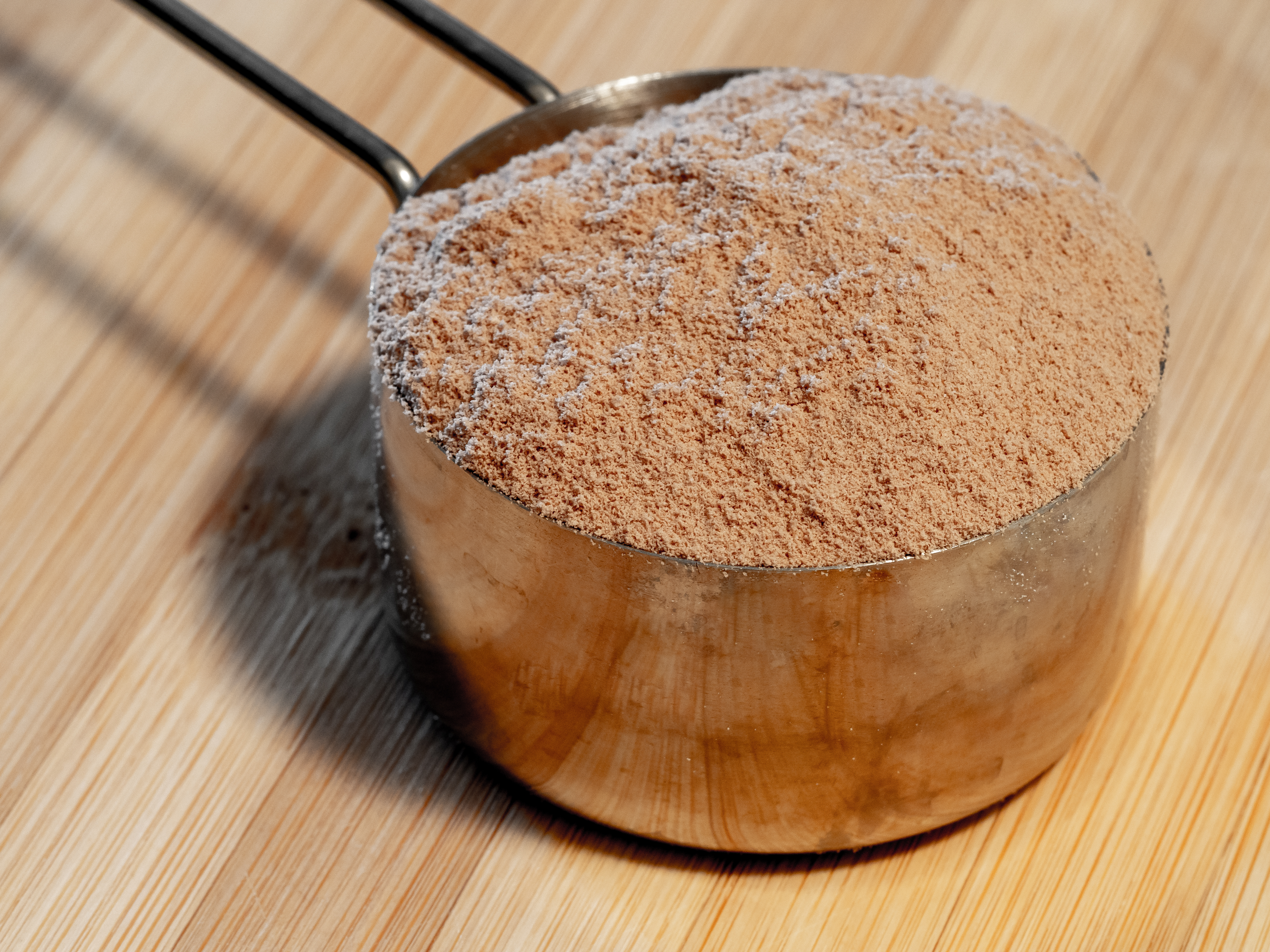

L'hidrolitzat proteic és el producte que s'obté de la hidròlisi de proteïnes. La matèria primera és un aïllat o concentrat proteic normalment d'origen animal o vegetal. La hidròlisi proteica és el trencament dels enllaços peptídics que uneixen els aminoàcids que formen les proteïnes; pot ser parcial, i se n'obtenen pèptids de diferents longituds, o total, i se n'obtenen aminoàcids lliures. I es pot dur a terme per dos mètodes: el químic, mitjançant l'ús d'àcids i bases, o el biològic, mitjançant l'ús de proteases (enzims).
Les aplicacions dels hidrolitzats proteics van des de fer de suplement essencial en nutrició esportiva o dietes terapèutiques fins a ser la font de fermentació per al creixement de determinats microorganismes o ser utilitzats en productes cosmètics. L'aplicació dels hidrolitzats proteics està directament relacionada amb el grau i tipus d'hidròlisi que s'ha realitzat, ja que les característiques de l'hidrolitzat i les propietats funcionals que presentarà depenen de les característiques dels pèptids que els formen.
Actualment, l'ús dels hidrolitzats proteics es troba absolutament establert al mercat dels països desenvolupats, sobretot en la branca esportiva i mèdica, i són molt utilitzats en pinsos animals. És un producte relativament nou, de manera que encara presenta un gran camp d'investigació, tant per a la millora del seu coneixement i de les aplicacions actuals com per donar aplicacions innovadores en el futur.

## Origen proteic

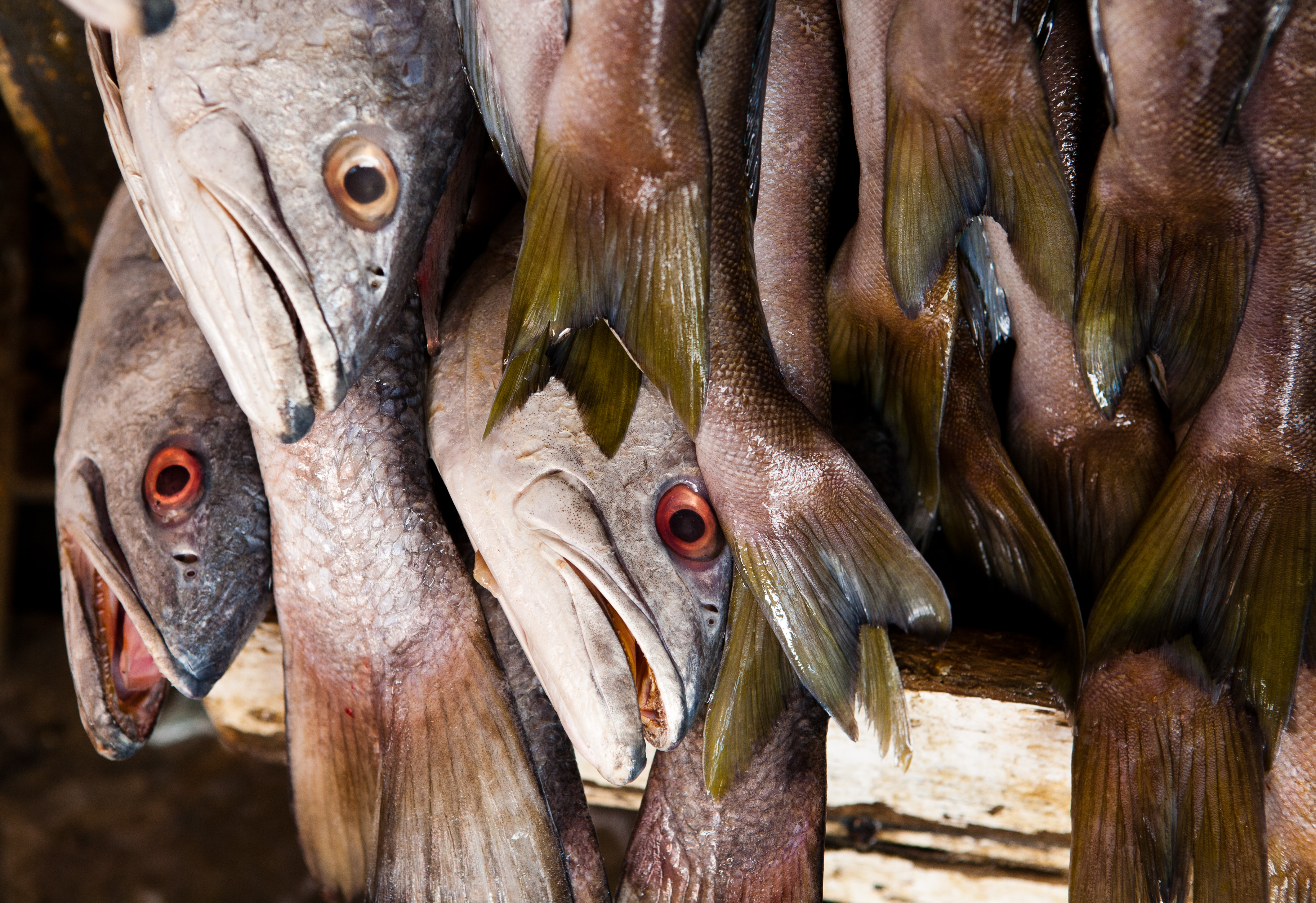
Captura de llobarro blanc al mercat de peix d'Ensenada (Baixa California, Mèxic)

Els hidrolitzats proteics destinats a l'alimentació són principalment d'origen proteic animal, vegetal o d'algues, però també existeixen hidrolitzats proteics bacterians o de llevats els quals són molt utilitzats com a font de fermentació per al creixement de microorganismes, en l'alimentació del bestiar i en la indústria cosmètica. Les principals proteïnes d'origen animal que s'utilitzen són les de peix, d'ous, làcties (caseïna i proteïnes del sèrum de llet), de residus carnis com els tendons o els ossos i de proteïnes sanguínies o viscerals. Les proteïnes del sèrum de la llet són la font proteica principal de les llets de fórmula infantils i dietes enterals, mentre que les del peix són utilitzades en alimentació animal. Les fonts principals de proteïnes vegetals són la soja, el blat i l'arròs, els quals són molt utilitzats com a font de nitrogen en l’alimentació humana. Actualment s'està impulsant l'elaboració d'hidrolitzats de microalgues, ja que el 50 per cent de la seva biomassa són proteïnes d'alt valor nutritiu, més elevat que el d'alguns cereals i llegums, però tenen unes parets cel·lulars molt rígides que n'impedeixen la digestibilitat i no són tolerades pels humans.
L'elecció del substrat proteic s'ha de fer tenint en compte l’ús que se li donarà a l’hidrolitzat proteic, així com el benefici que generarà el producte en relació amb el cost del substrat proteic inicial. Per exemple, per a hidrolitzats proteics que es vulguin fer servir com a agents gelificants o emulsionants, cal fer servir una font proteica que generi hidrolitzats incolors, com el col·lagen. A més, també cal seleccionar una proteïna que pugui interaccionar amb la proteasa desitjada, ja que la seva seqüència d'aminoàcids i la seva estructura tridimensional afectaran la unió de la proteasa. No obstant, també es podria seleccionar primer una font proteica i després buscar-ne la proteasa adequada. Un altre aspecte a tenir en compte és que les fonts proteiques com el peix i la carn poden tenir un contingut elevat de greix que s'ha d'eliminar abans de realitzar la hidròlisi, fins a aconseguir valors inferiors a 0,5 per cent (m/m) de greix en el cas de consum humà.

## Producció d'hidrolitzats proteics
La hidròlisi proteica consisteix en trencar els enllaços peptídics de les proteïnes, i es pot realitzar mitjançant hidròlisi química (amb àcids i bases fortes) o hidròlisi enzimàtica. Però en la indústria alimentària la hidròlisi química no es fa servir, ja que el seu control és molt difícil, calen condicions extremes de pH i temperatura que redueixen el valor nutritiu de les proteïnes, destrueixen la forma L dels aminoàcids i produeixen substàncies tòxiques com la Lys-Ala (Lisina-alanina). Pel contrari, la hidròlisi enzimàtica és molt fàcil de controlar, es realitza a un pH suau de 6-8 i a una temperatura que oscil·la entre 40 i 60 °C, de manera que no hi ha una disminució del valor nutritiu dels hidrolitzats proteics obtinguts, els quals mantenen pràcticament la mateixa composició d'aminoàcids que el substrat inicial.

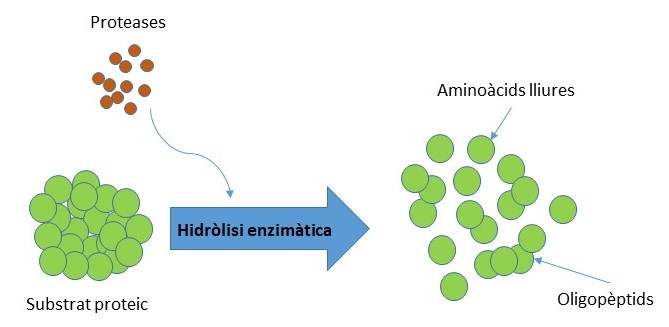
Esquema que representa la hidròlisi proteica mitjançant l'ús de proteases.

### Hidròlisi enzimàtica
La hidròlisi enzimàtica es realitza en un reactor on es dissol o es resuspèn el substrat proteic amb aigua, i un cop dissolt se'n fa la hidròlisi mitjançant l'addició de proteases (en forma de pols o en estat líquid) o processos de fermentació:

#### Mitjançant proteases
Els substrats proteics s'hidrolitzen mitjançant una o més proteases (simultàniament o seqüencialment) per a obtenir oligopèptids, polipèptids o inclús aminoàcids lliures, i un cop s'hagi assolit el grau d'hidròlisi desitjat s'ha d'aturar la reacció inactivant la proteasa. Per a fer-ho, s'acostuma a disminuir el pH bruscament o es fa un tractament tèrmic a temperatures superiors a 80 °C, o també pot ser retirada del reactor mitjançant una filtració.
La composició de l’hidrolitzat obtingut dependrà de:
- El tipus de substrat utilitzat i la seva concentració proteica:[3] Si el substrat té una concentració proteica molt elevada, l'hidrolitzat obtingut també la tindrà, i el valor nutritiu serà major.
- L'especificitat de la proteasa pel substrat: Cada proteasa talla els enllaços peptídics per un punt diferent,[1] és a dir, que té especificitat per uns aminoàcids en concret, així que cal seleccionar una proteasa que pugui tallar el substrat proteic que es vol fer servir.
- La relació enzim / substrat: Si la concentració de substrat és molt inferior a la concentració de proteasa, el rendiment de la reacció serà baix.[3]
- La duració de la reacció: A major temps, més enllaços peptídics es trencaran i més curts seran els pèptids obtinguts. No obstant, pot ocórrer que encara que s'allargui el temps de reacció, arribi un moment en què la mida dels pèptids ja no disminueixi més.[12]
- Les condicions del procés:[1][3] Cada proteasa necessita unes condicions determinades de temperatura, pH i agitació del reactor per a treballar, de manera que, com més properes siguin aquestes condicions a les òptimes, major serà el grau d'hidròlisi. Per això en tot moment cal anar controlant les condicions de la reacció enzimàtica mitjançant sondes i sensors incorporats en el reactor. A més, el trencament dels enllaços peptídics provoca l’acidificació del medi, de manera que cal mantenir el pH estable afegint-hi base diluïda.

Existeixen moltes proteases comercials de grau alimentari, ques es poden classificar segons sigui el seu origen (animal, vegetal, bacterià o fúngic), el seu mecanisme d'acció catalítica (endoproteases o exoproteases) o el seu centre d'acció catalítica. El centre catalític de les proteases està constituït per aminoàcids o per cations metàl·lics, com el zinc, que interaccionen amb els substrats proteics i promouen la catàlisi proteica. Les que contenen cations metàl·lics s'anomenen metal·loproteases, mentre que les que contenen aminoàcids s'anomenen diferent en funció de l'aminoàcid que intervingui en la hidròlisi, denominant-se serina-proteases si intervé la serina, cis-proteases si intervé la cisteïna o aspartat-proteases si intervé l’àcid aspàrtic. Les serina-proteases són endoproteases, mentre que la resta de metal·loproteases són exoproteases.
| Classificació  | Mecanisme d'acció                                                 | Hidrolitzat obtingut |
| -------------- | ----------------------------------------------------------------- | -------------------- |
| Endo-proteases | Hidrolitzen els enllaços peptídics de l’interior de les proteïnes | Pèptids llargs       |
| Exo-proteases  | Hidrolitzen els enllaços dels extrems (N- o C-terminal)           | Aminoàcids lliures   |

Sovint, per a obtenir una major hidròlisi, la reacció enzimàtica utilitza en primer lloc les endoproteases, les quals fragmenten els pèptids i produeixen més extrems susceptibles a l'atac de les exoproteases, introduïdes posteriorment, però hi ha algunes proteases que són tant endo- com exoproteases, per exemple la flavouryzime.
| Classificació      | Origen      | Exemples                                    |
| ------------------ | ----------- | ------------------------------------------- |
| Serina-proteases   | Animals     | Tripsina, quimiotripsina i elastasa         |
| Serina-proteases   | Bacterianes | Alcalasa, substilisina, esperasa i savinasa |
| Cisteïna-proteases | Vegetals    | Papaïna, bromelaina i ficina                |
| Aspartat-proteases | Animals     | Pepsina i quimosina                         |
| Aspartat-proteases | Fúngiques   | Aspergilopeptidasa A, newlasa               |
| Metal·loproteases  | Animals     | Carboxipeptidasa A                          |
| Metal·loproteases  | Bacterianes | Neutrasa i termolisina                      |

Les primeres proteases que es van fer servir en la indústria alimentària eren d’origen animal, però amb el pas dels anys les d’origen bacterià i fúngic han anat guanyant importància. Sobretot les d'origen fúngic, ja que els fongs productors d'enzims hidrolítics estan inclosos en la denominació GRAS (de l'anglès, generally recognized as safe) i produeixen els enzims extracel·lularment.

#### Mitjançant fermentació
Aquest és un procés natural de producció d’hidrolitzats proteics que consisteix en hidrolitzar les proteïnes utilitzant l’activitat proteolítica dels microorganismes. La durada de la fermentació variarà en funció del substrat proteic i del tipus de microorganisme utilitzats, així com en funció de la mida dels pèptids desitjada. És un procés molt utilitzat en productes làctics utilitzant bacteris de l’àcid làctic com Lactobacillus i Lactococcus, els quals contenen proteases unides a la seva paret cel·lular i transportadors específics que internalitzen els pèptids produïts per a seguir hidrolitzant-los amb les seves proteases internes. Bacillus subtilis també s'utilitza ja que conté un elevat nombre de proteases extracel·lulars, i els fongs filamentosos com Rhizopus i Aspergillus han estat tradicionalment utilitzats per a obtenir hidrolitzats vegetals. Aspergillus niger és un dels microorganismes més importants en la indústria biotecnològica per a la producció d’enzims extracel·lulars, i des dels anys 60 que és una de les majors fonts de proteases comercials de grau alimentari.
Una alternativa és realitzar una combinació de la fermentació amb la hidròlisi mitjançant proteases, aconseguint un major rendiment en la reacció i una millor qualitat sensorial.

### Processos post-hidrolítics
Els hidrolitzats proteics no es poden consumir directament després de la hidròlisi enzimàtica, ja que els pèptids obtinguts presenten propietats fisico-químiques molt diferents, com un ampli rang de pesos moleculars, una composició d’aminoàcids variada i diferents activitats biològiques, i a més, les proteases o els microorganismes segueixen estan presents en el medi. Habitualment el que es fa és una ultrafiltració a través de membrana, que pot estar acoblada o no en el reactor, per a eliminar les proteïnes residuals i separar els pèptids en funció del seu pes molecular,. Les membranes d’ultrafiltració que s'utilitzen acostumen a ser de 1, 3, 5 i 10 kDa, fet que permet retenir també les proteases i els microorganismes fermentatius i estalviar-nos el tractament tèrmic per a inactivar-los. A més, un cop fet el fraccionament dels pèptids en funció de la seva mida, es pot fer una espectrometria de masses en tàndem per a identificar els pèptids de cada fracció i quedar-nos amb els que ens interessin per a la formulació del producte en qüestió. Finalment, cal realitzar l'assecat dels hidrolitzats per a la seva comercialització en forma de pols.

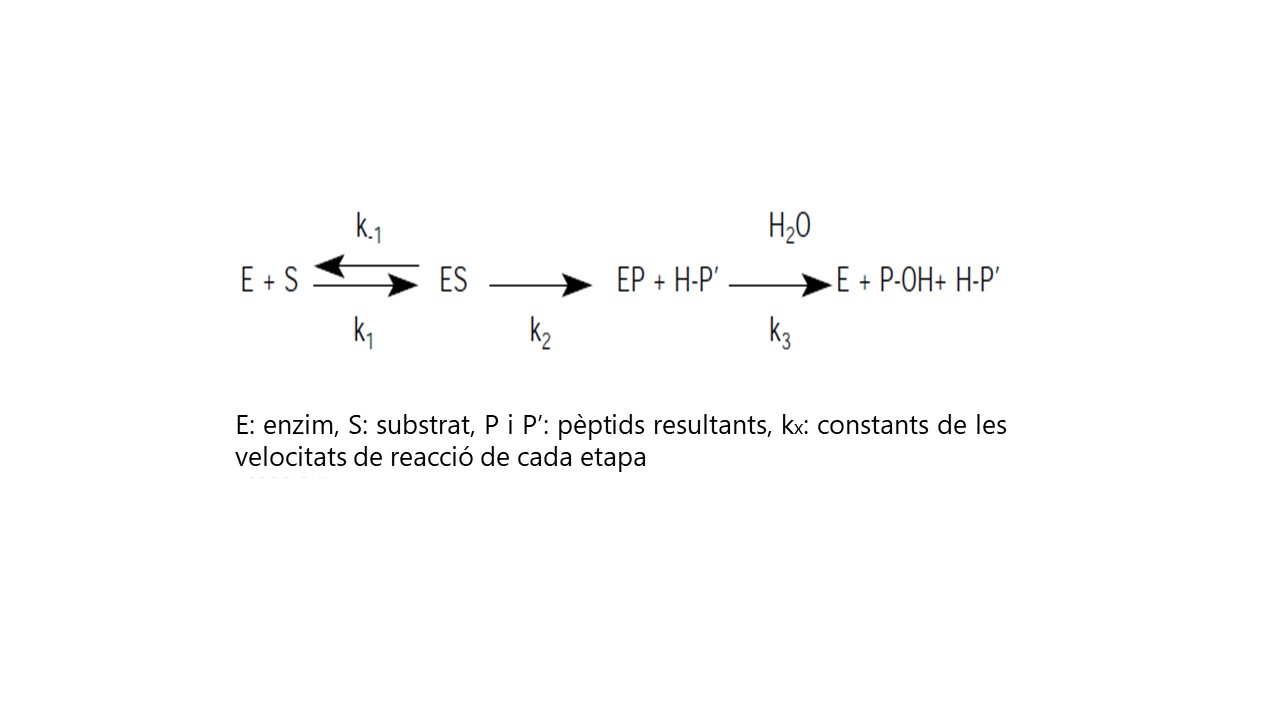
Esquema que mostra les diferents etapes d'una hidròlisi enzimàtica.

### Etapes de la hidròlisi enzimàtica
La hidròlisi proteica no és una única etapa, sinó que consisteix en tres reaccions que es donen consecutivament i que es van repetint per a formar pèptids cada cop més petits:
1. Formació d’un complex enzim-substrat proteic[1] que segueix una cinètica simple de Michaelis-Menten.[21] Aquesta és una etapa essencial, ja que si l'enzim no es pot unir al substrat no hi haurà reacció.
2. Ruptura de l'enllaç peptídic amb la corresponent alliberació d’un pèptid.[1] Aquesta és una reacció irreversible, a diferència de l'anterior, en la qual la constant de la reacció es de primer ordre i es coneix com a constant catalítica.[21]
3. Separació de l'enzim del pèptid restant gràcies a l'atac nucleofílic d’una molècula d’aigua.[1]

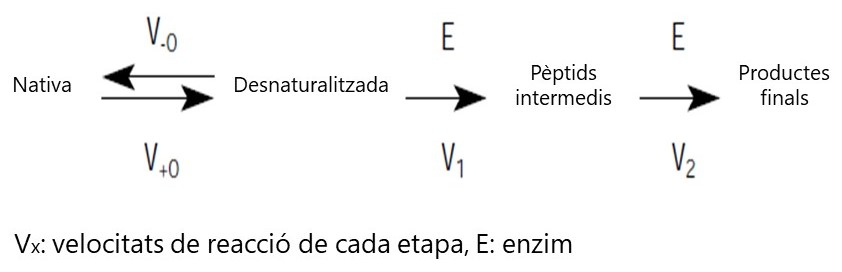
Esquema que representa les diferents reaccions que pateix una proteïna durant la seva hidròlisi

No obstant, les proteïnes en el seu estat natural estan plegades, i els llocs de tall de les proteases no estan exposats; per tant, seria necessària una etapa de desnaturalització proteica per a exposar els enllaços peptídics que es troben a l’interior de la proteïna i facilitar d’aquesta manera la unió de l'enzim. Segons com sigui aquesta etapa de desnaturalització es poden donar dues situacions:
- Reacció en cremallera, en la qual la velocitat de desnaturalització (V0 = [V+0] – [V-0]) és major que la velocitat d’hidròlisi (V1).[1] En aquest cas, la proteïna s'hidrolitza a pèptids de mida intermèdia relativament ràpid (no perquè la V1 sigui ràpida, sinó perquè hi ha molta concentració de proteïna desnaturalitzada), però la hidròlisi a productes finals és lenta i l’hidrolitzat obtingut és pobre en pèptids petits.
- Reacció en etapes successives, en les quals la velocitat de desnaturalització és menor que la d’hidròlisi.[1] En aquest cas, la desnaturalització és lenta, però un cop la proteïna està desplegada s'hidrolitza ràpidament fins a obtenir els productes finals, i l’hidrolitzat obtingut és ric en pèptids petits.

Una tercera opció seria que la desnaturalització fos irreversible; en aquest cas, el resultat seria el mateix que en la reacció en cremallera.

## Caracterització de l'hidrolitzat proteic
Quan una proteïna se sotmet a un procés d’hidròlisi per obtenir l’hidrolitzat proteic, hi ha dues propietats moleculars essencials que es veuen alterades. Per una banda, el pes molecular disminueix, perquè la proteïna inicial és fraccionada en pèptids de mida menor i, per tant, pes menor. L'exposició del grups hidrofòbics i cadenes laterals dels aminoàcids augmenten la presència de grups ionitzables (NH3+, COO–), els quals porten a l’increment de la hidrofília i de la càrrega neta.
Per a la caracterització d’un hidrolitzat proteic s'utilitzen tres paràmetres clau: el grau d’hidròlisi, la distribució del pes molecular i la hidrofília. La composició d'aminoàcids dels pèptids determina els tres paràmetres anteriors, els quals determinen les propietats funcionals que presentarà l’hidrolitzat proteic.

### Grau d’hidròlisi
El grau d’hidròlisi (DH, de l'anglès degree of hydrolisys) defineix la proporció d’enllaços peptídics hidrolitzats (h) en relació al nombre total d’enllaços peptídics que presentava la proteïna inicial (H). S'expressa en percentatge (%).
{\displaystyle DH=\left({\frac {h}{H}}\right)\times 100}
Per mesurar el grau d’hidròlisi hi ha tres mètodes principals:
- La determinació dels grups alfa-amina lliures, els quals es mesuren utilitzant reactius (formol, ninhidrina o ortoftaldialdehid) que hi reaccionen específicament contra els grups amina i produeixen derivats que són detectats mitjançant espectrofotometria.
- La determinació de nitrogen soluble; la tècnica més habitual és el mètode de Kjelhal.
- La determinació de protons alliberats per la ruptura dels enllaços peptídics i en funció de la mitjana del pKa dels grups alfa-amina alliberats. Es tracta del monitoratge del grau d’hidròlisi mitjançant l’addició d’una base (o un àcid, depenent del pH inicial de la hidròlisi) per mantenir el pH constant, de manera que la quantitat de base afegida és proporcional al grau d’hidròlisi.

Un cop determinat el grau d’hidròlisi es pot calcular la longitud mitjana dels pèptids que formen l’hidrolitzat proteic (PCL, de l'anglès peptide chain length), de manera que:
{\displaystyle PCL=\left({\frac {100}{DH}}\right)}
La longitud dels pèptids està relacionada amb la distribució del seu pes molecular. No obstant això, dos pèptids de longituds similars poden presentar distribucions de pes molecular molt diferents.

### Distribució del pes molecular i de la hidrofília
Tant la determinació de la distribució del pes molecular com de la hidrofília de l'hidrolitzat es basa en tècniques de separació i identificació dels pèptids que componen l’hidrolitzat.
Per la separació dels pèptids hi ha dos tipus de tècniques:
- L'electroforesi en gel de poliacrilamida amb dodecilsulfat sòdic o SDS-PAGE (de l'anglès sodium dodecyl sulfate polyacrylamide gel electrophoresis), que ha estat la tècnica més utilitzada per a la caracterització d’hidrolitzats, tot i les seves limitacions en la separació de pesos moleculars baixos.[22]
- Les cromatografies, de les quals hi ha de diferents tipus com ara la cromatografia d’exclusió per mida o SEC (de l'anglès size-exclusion chromatography), que separa els pèptids per mida o la cromatografia de fase reversa o RPC (de l'anglès reversed-phase chromatography), que separa els pèptids en funció de la seva hidrofòbia.[25] Tanmateix, la tècnica de separació que aporta més informació sobre la composició d’un hidrolitzat és la cromatografia líquida d’exclusió (SE-HPLC), que separa en funció del volum molecular dels pèptids.[26]

Per la identificació dels pèptids, generalment s'utilitzen l'espectrometria de masses o la cromatografia de gasos.

## Propietats funcionals dels hidrolitzats proteics
Les propietats funcionals dels hidrolitzats depenen de la seqüència d’aminoàcids, el pes molecular i la hidrofília dels pèptids que formen un hidrolitzat proteic, i aquestes característiques dels pèptids depenen directament del grau i el tipus d’hidròlisi que s'ha realitzat.

### Propietats tecnofuncionals
Les propietats tecnofuncionals són propietats fisicoquímiques que donen informació sobre el comportament del component, en aquest cas l’hidrolitzat proteic, i les interaccions que estableix amb l'ambient. Les propietats tecnofuncionals tenen efectes directes sobre l'estabilitat, la qualitat organolèptica i l'eficiència nutricional/biològica del producte final.

#### Solubilitat
Una de les propietats més importants dels hidrolitzats proteics és que són solubles en un ampli marge de temperatures, pH, contingut de nitrogen i força iònica. És universalment acceptat que la hidròlisi proteica augmenta la solubilitat dels materials proteics. Aquest augment és a causa de la disminució del pes molecular i de l’aparició de grups ionitzables (NH3+, COO–), els quals incrementen la hidrofília dels pèptids.
Un exemple del benefici que aporta una major solubilitat són les begudes dietètiques a les quals se’ls addicionen pèptids per a millorar-ne la qualitat nutritiva, tot conservant un baix contingut en sucres.

#### Osmolalitat
L'osmolalitat dels hidrolitzats depèn de la concentració dels pèptids i de la seva mida i força iònica. S'ha demostrat que l'osmolaritat augmenta amb una relació lineal amb el grau d’hidròlisi, de manera que a major grau d’hidròlisi major osmolaritat.
S'ha de tenir en compte que els hidrolitzats no han de superar l'osmolalitat fisiològica òptima del plasma sanguini que és 300 mOsm / kg.

#### Propietats reològiques
En general, està acceptat que els hidrolitzats proteics disminueixen les propietats reològiques amb relació a les proteïnes intactes. Els hidrolitzats proteics presenten una viscositat baixa i una escassa capacitat per formar gels. Això és deu a l’augment de grups ionitzables que incrementen la hidrofília i també donen lloc a una major repulsió entre les càrregues dels diferents pèptids que componen l’hidrolitzat.
Aquesta característica té aplicacions beneficioses, com per exemple la formulació de suplements nutritius d’alt contingut en nitrogen i calories per a dietes mèdiques i esportives. Aquests suplements presenten una viscositat difícil de manipular en la seva fabricació, de manera que se substitueix part de la font tradicional de nitrogen (normalment proteïnes intactes) per hidrolitzats proteics, que propicien una disminució de la viscositat del producte, cosa que facilita la manipulació i processament. S'ha demostrat que la viscositat del producte disminueix de manera logarítmica d’acord amb l’augment de la proporció d’hidrolitzat com a font de nitrogen en el producte.

#### Capacitat emulsionant
La capacitat emulsionant i de formació d’escuma dels hidrolitzats proteics depèn del pH del sistema i de l'enzim utilitzat per la hidròlisi.
Els mètodes més utilitzats per determinar la capacitat de formar una emulsió i escuma dels hidrolitzats són: la capacitat emulsionant, que fa referència a la quantitat d’oli emulsionat (g o mL) per gram d’hidrolitzat, i l'activitat emulsionant, que fa referència l’àrea d’interfície estabilitzada per gram d’hidrolitzat (m2/g).
La capacitat emulsionant depèn del grau d’hidròlisi. En hidròlisi limitades (parcials) es dona una millora de la capacitat emulsionant a causa de l'exposició dels aminoàcids hidrofòbics abans encabits a l’interior de la proteïna; en canvi, en hidròlisi extenses, la capacitat emulsionant disminueix molt, ja que augmenta el nombre de grups ionitzables que donen hidrofília als pèptids. Per tant, es considera que els pèptids han de ser d’una longitud superior a 20 aminoàcids per presentar una bona capacitat emulsionant.

### Propietats Bio-funcionals

#### Anti-al·lergenicitat
Algunes proteïnes presenten al·lergenicitat en individus sensibles, això vol dir que el sistema immunitari de l’individu reconeix un epítop de la proteïna (al·lergen)  com a «agent estrany o perillós» (encara que realment no ho sigui), de manera que es dona una resposta immunitària contra la proteïna. Les respostes al·lèrgiques són la producció d'immunoglobulines tipus E (IgE), les quals s'uniran a l'epítop, marcant la proteïna com a substància a eliminar pels diferents sistemes i cèl·lules del sistema immunitari. Un exemple de proteïna a la qual una part important de la població presenta al·lèrgia és la caseïna.
La hidròlisi proteica permet  trencar els epítops al·lèrgens, seqüencials o estructurals, de la proteïna eliminant-ne l'al·lergenicitat. L’anti-al·lergenicitat dels hidrolitzats proteics permet a les persones sensibles a certes proteïnes consumir aquella font de proteïna sense problemes. És una propietat molt rellevant, ja que existeixen moltes al·lèrgies a productes proteics, de vegades relacionades amb l’edat, d'altres vegades en funció de la regió geogràfica, i altres factors. En definitiva, són moltes les persones afectades per al·lèrgies i els hidrolitzats han estat una bona solució.

#### Digestibilitat
La digestibilitat és la proporció de nitrogen absorbit per l’organisme respecte al nitrogen total consumit, calculada tal que:
{\displaystyle Digestibilitat(\%)=\left({\frac {Ningerit-Nfecal}{Ningerit}}\right)\times 100}
Els hidrolitzats proteics proporcionen pèptids i aminoàcids lliures que presenten una elevada solubilitat i una viscositat i un pes molecular baix, característiques que n'afavoreixen l’absorció intestinal i augmenta l’índex de digestibilitat. Un exemple clar és el de la caseïna; la proteïna intacta presenta una digestibilitat del 25 per cent, mentre que els seus hidrolitzats presenten entre 69 i 78 per cent de digestibilitat, depenent del grau d’hidròlisi.
A més, la hidròlisi millora la biodisponibilitat proteica exposant aminoàcids i cadenes laterals en els pèptids que no eren accessibles a la proteïna intacta, ni ho arribaven a ser durant la digestió gàstrica, de manera que no podien ser absorbits.
No obstant això, per avaluar la qualitat nutricional és necessari tenir en compte criteris com:
- La ’utilització neta de proteïnes (NPU, de l'anglès net protein utilitation), que és el percentatge de nitrogen assimilat respecte al nitrogen ingerit.
- l'índex d'eficiència proteica (PER, de l'anglès protein efficiency rate), que és la relació entre el pes guanyat per l'organisme i el nitrogen ingerit.
- El valor biològic, que és el percentatge de nitrogen assimilat respecte del total de nitrogen ingerit, tenint en compte el nitrogen no absorbit i la pèrdua de nitrogen endogen durant l'excreció urinària.

S'ha demostrat que l’hidrolitzat de caseïna presenta un valor biològic i un NPU superiors a la caseïna intacta.

#### Bioactivitat
La bioactivitat fa referència al potencial nutracèutic de certs pèptids, com ara que tinguin efectes beneficiosos per a la salut de l’organisme que els ingereix. Aquests s'anomenen pèptids bioactius i són seqüències d'aminoàcids curtes, d'entre 2 i 15 aminoàcids, que es troben inactives dins la proteïna, però quan són alliberats, mitjançant la hidròlisi proteica, presenten l'efecte beneficiós. El tipus d’efecte d'un pèptid bioactiu depèn de la composició d'aminoàcids i la disposició seqüencial i estructural dels aminoàcids. Els efectes més investigats són:
- Antimicrobià i antibacterià; redueixen el risc d’infecció per microorganismes infecciosos.
- Antioxidant; prevenen malalties degeneratives i l'envelliment.
- Anticoagulant; redueixen el risc de patir trombes.
- Hipocolesterolèmics; redueixen el risc de patir malalties cardiovasculars
- Hipotensors; inhibeixen l'enzim converso de l’angiotensina-I reduint el risc de patir malalties cardiovasculars.
- Immunomoduladors; modulen les respostes del sistema immunitari.
- Activitat antitumoral; redueixen el risc de la proliferació de tumor cancerosos.

| Efecte Beneficiós                        | Pèptid Bioactiu                                 | Origen proteic                             | Enzims utilitzats                                         |
| ---------------------------------------- | ----------------------------------------------- | ------------------------------------------ | --------------------------------------------------------- |
| Propietats antioxidants                  | Phe-Ile-Lys-Lys                                 | Salmó                                      | Pepsina, colorasa PP                                      |
| Activitat antimicrobiana i antibacterial | Phe-Pro-Ile-Gly-Met-Gly-His-Gly-Ser-Arg-Pro-Ala | Escórpora (Scorpaena notata)               | Proteasa                                                  |
| Activitat immunomoduladora               | Gly-Tyr-Pro-Met-Tyr-Pro-Leu- Pro-Arg            | Albúmina de l'arrós                        | Tripsina                                                  |
| Activitat anti-tumoral                   | Ala-Val-Leu-Val-Asp-Lys- Gln-Cys-Pro-Asp        | Cloïssa japonesa (Ruditapes philippinarum) | Quimiotripsina                                            |
| Efecte hipotensor (inhibió del ACE)      | Gly-Pro-Leu/Val                                 | Gelatina bovina                            | Alcalasa, R-quimiotripsina, neutrasa, pronasa E, tripsina |

## Aplicacions dels hidrolitzats proteics en funció del grau d'hidròlisi
Les propietats funcionals dels hidrolitzats depenen del grau i tipus d'hidròlisi, els quals determinen el pes molecular, l'estructura i la seqüència d'aminoàcids. En funció de les propietats funcionals se'ls dona una aplicació o una altra. Actualment, pel que fa a la branca de la indústria alimentària, es distingeixen tres tipus d'hidrolitzats: hidrolitzats de baix grau d'hidròlisi, hidrolitzats de grau variable, i hidrolitzats d'alt grau d'hidròlisi o extensius.
| Hidrolitzat | Grau d'hidròlisi | Aplicació                             |
| ----------- | ---------------- | ------------------------------------- |
| Limitat     | 1-10%            | Millora de les propietats funcionals. |
| Variable    | Variable         | Saboritzants                          |
| Extensiu    | > 10%            | Suplement proteic o dietes mèdiques   |

### Hidrolitzats de baix grau d'hidròlisi
Els hidrolitzats limitats, o de baix grau d'hidròlisi, són aquells que s'hidrolitzen entre 1 i un 10 per cent i la seva aplicació és principalment la millora de les propietats funcionals de les proteïnes. Com ja s'ha mencionat, la hidròlisi incrementa la presència de grups polars com NH4 i COO- i propicia l'exposició dels grups hidròfobs que prèviament es trobaven a l'interior de la proteïna, això, conjuntament amb la reducció de la mida dels pèptids, es tradueix en la millora de:
- La solubilitat; necessària per a l'aplicació en aliments processats.
- El poder emulsionant; necessari en la producció de pastissos, pa, gelats i d'altres postres.
- El poder escumant; necessari en la fabricació maionesa, carn picada o gelats.
- La capacitat d'absorció d'aigua o oli; necessària en la fabricació de derivats carnis i en productes de baix greix.

### Hidrolitzats de grau d'hidròlisi variable
Els hidrolitzats d'un grau d'hidròlisi variable, normalment alt, són utilitzats principalment com a aromatitzants. Generalment, aquests hidrolitzats s'obtenien per hidròlisi de proteïnes vegetals mitjançant l'ús d'àcid clorhídric, tot i que aquest procés està en desús degut als components anti-nutricionals que es poden generar. La potenciació de sabor i olor als aliments depèn de la quantitat i tipus de pèptids/aminoàcids alliberats.
Cal destacar, el paper de les reaccions de Maillard, que són interaccions entre els pèptids/aminoàcids i altres components com ara sucres o lípids que generen compostos secundaris volàtils que intensifiquen l'aroma i el sabor del producte alimentari. Les reaccions de Maillard es veuen a afavorides per la calor, de manera que alguns productes passen per un tractament tèrmic per provocar-les.

### Hidrolitzats d'alt grau d'hidròlisi
Els hidrolitzats extensius, o d'alt grau d'hidròlisi, són aquells amb un grau d'hidròlisi superior al 10 per cent i, generalment, s'utilitzen com a productes d'alimentació especialitzada. Es divideixen en dos grans tipus: els suplements proteics i les dietes mèdiques de composició específica per al tractament de malalties o síndromes.

#### Suplements proteics
Els suplements proteics solen ser hidrolitzats de dipèptids i/o tripètids i els principals avantatges són: una absorció intestinal més efectiva en comparació amb proteïnes senceres i una menor osmolaritat en comparació amb els aminoàcids lliures. S'utilitzen per cobrir la nutrició proteica d'aquelles persones amb dèficit de proteïnes, com per exemple persones ancianes amb falta de gana, que genera malnutrició, o bé per donar un aport proteic extra a aquells que ho necessiten, com per exemple és el cas dels esportistes d'elit. També s'utilitzen com a suplement en les dietes d'aprimament, ja que proporcionen al cos la quantitat de proteïna necessària sense altres fonts calòriques com carbohidrats o greixos.

#### Dietes mèdiques
Els hidrolitzats extensius són molt utilitzats en malalties amb activitats gastrointestinals deficients i per al tractament de la malnutrició o la desnutrició, ja que, en estar prèviament digerides, tenen una elevada solubilitat i absorció dels aminoàcids, fent la digestió molt més fàcil. Un exemple molt utilitzat són els hidrolitzats proteics en fórmules especials de pediatria.
També hi ha els hidrolitzats hipoal·lèrgics, que permeten a les persones al·lèrgiques consumir la font proteica sense patir reactivitat. Per exemple, els hidrolitzats proteics de proteïnes de llet de vaca van ser introduïts per primer cop per a tractar l'al·lèrgia a les proteïnes de llet de vaca en 1942, i avui dia estan recomanats com a primera alternativa al tractament i prevenció d'aquesta al·lèrgia.
També existeixen hidrolitzats amb una composició definida i específica per a cobrir les necessitats d'una o d'un grup de malalties similars. Alguns exemples són:
- Hidrolitzats sense aminoàcids aromàtics per a tractar malalties d'errors metabòlics congènits com són la fenilcetonúria o la tirosinèmia, les quals impedeixen als individus afectats metabolitzar els aminoàcids aromàtics.[58]
- Hidrolitzats rics en aminoàcids amb sofre per donar suport metabòlic durant la cicatrització o regeneració de cremades.[59]
- Hidrolitzats amb una raó de Fischer (aminoàcids ramificats/aromàtics) elevada per al tractament de malalties hepàtiques.[60]

Un exemple innovador en l'ús d'hidrolitzats proteics com a dietes mèdiques, és l'ús d'hidrolitzats molt específics compostos per certs pèptids bioactius que presenten propietats anticanceroses per pacients amb càncer, o pèptids bioactius amb propietats immunomoduladores per pacients amb immunodeficiències.

## Beneficis i inconvenients
Els hidrolitzats proteics presenten diversos beneficis, la majoria dels quals ja han estat comentats en l'apartat de les aplicacions, com serien una millora de les propietats funcionals de les proteïnes (solubilitat, poder emulsionant i capacitat escumant), una potenciació del gust i l'aroma dels productes alimentaris, una absorció dels aminoàcids més ràpida i una disminució de les al·lèrgies respecte a les proteïnes senceres. Un dels beneficis principals dels hidrolitzats proteics és que el valor nutricional de la proteïna sencera es conserva en la hidrolitzada, i això és el que realment permet que es puguin utilitzar en la indústria alimentària.
Per altra banda, també presenten alguns inconvenients, com l'aparició de gust amarg degut a que els aminoàcids hidrofòbics com la leucina, que tenen un gust amarg, estan més exposats. L'amargor de les proteïnes hidrolitzades està directament relacionada amb el seu grau d'hidròlisi. Un altre inconvenient és que les proteïnes hidrolitzades són més cares, ja que el seu procés d'obtenció conté una etapa extra a la resta de proteïnes (procés d'hidrolitzat).

## Economia i perspectives de futur
Els hidrolitzats proteics són productes relativament nous a la indústria alimentària, de manera que encara que es puguin produir de manera industrial, encara hi ha algunes qüestions que cal seguir estudiant. Per exemple, no és clar si les propietats funcionals dels pèptids tenen alguna relació amb la seva estructura, i en cas que així fos, quina és aquesta relació; tampoc se sap per què segueixen produint-se reaccions al·lèrgiques en fórmules suposadament hipoal·lèrgèniques. A més a més, caldrà seguir cercant noves font proteiques que continguin una millor composició d'aminoàcids, i caldrà també millorar les propietats organolèptiques dels hidrolitzats per a disminuir l'acritud produïda pels aminoàcids hidrofòbics.
A més, en els darrers anys ha crescut la preocupació sobre la salut animal, buscant cada vegada aliments més nutritius per a ells. És aquesta demanda d’aliments amb un alt valor nutritiu la que ha impulsat la utilització d’hidrolitzats proteics per a l’alimentació del bestiar, ja que fan que l’aliment tingui una major quantitat d’aminoàcids (molt beneficiós per als animals que acaben de ser deslletats), milloren el rendiment de creixement, ajuden a la retenció d’aigua i milloren la funcionalitat física del bestiar. Els hidrolitzats de proteïnes de peix en el mercat d’aliments per a animals es preveu que, als Estats Units, generi més de 61 milions de dòlars a finals de 2024, i els hidrolitzats de proteïnes vegetals es preveu que generin 27 milions de dòlars en el mateix temps.
La producció mundial de recursos pesquers era el 2017 de 157.969 milions de tones, un 13,8 per cent de les quals no són per al consum humà, sinó que són subproductes que es descarten o es converteixen en farina de peix. El tractament d’aquests subproductes genera un cost elevat en relació als beneficis que genera, de manera que es busca el seu aprofitament per a minimitzar l’impacte ambiental i disminuir els costos de la seva gestió. La farina de peix és una font de nutrients importants perquè conté proteïnes i lípids que poden ser utilitzats per al consum animal, i inclús també es podrien utilitzar per al consum humà. De manera que això ha portat al desenvolupament de processos de recuperació i hidròlisi d’aquestes proteïnes.